# Liên minh Hiệp hội Kỳ học Quốc tế
Liên minh Hiệp hội Kỳ học Quốc tế (tiếng Pháp: Fédération internationale des associations vexillologiques; tiếng Anh: International Federation of Vexillological Associations), viết tắt là FIAV, là một liên đoàn quốc tế bao gồm các hiệp hội và học viện trên 53 vùng, quốc gia, và vùng lãnh thổ trên khắp thế giới với mục đích nghiên cứu kỳ học, FIAV xác định mục đích của mình là việc tạo ra và phát triển một khối kiến thức về các loại cờ, hình thức và chức năng của chúng, cũng như các lý thuyết và nguyên tắc khoa học dựa trên kiến thức đó.

## Lịch sử
Ngành nghiên cứu về cờ, hay Kỳ học, đượci Whitney Smith chính thức lập ra năm 1957. Sau đó ông đã tổ chức nhiều hội nghị và hiệp hội về cờ, trong đó bao gồm Đại hội Quốc tế Kỳ học lần thứ Nhất vào năm 1965 và Liên minh Hiệp hội Kỳ học Quốc tế.
FIAV được thành lập lâm thời vào ngày 3 tháng 9 năm 1967, tại Đại hội Quốc tế Kỳ học lần thứ Hai tổ chức tại Rüschlikon, Switzerland, và thành lập chính thức vào ngày 7 tháng 9 năm 1969, tại Đại hội Quốc tế Kỳ học lần thứ Ba tổ chức tại Boston, bang Massachusetts, Hoa Kỳ.

## Tổ chức

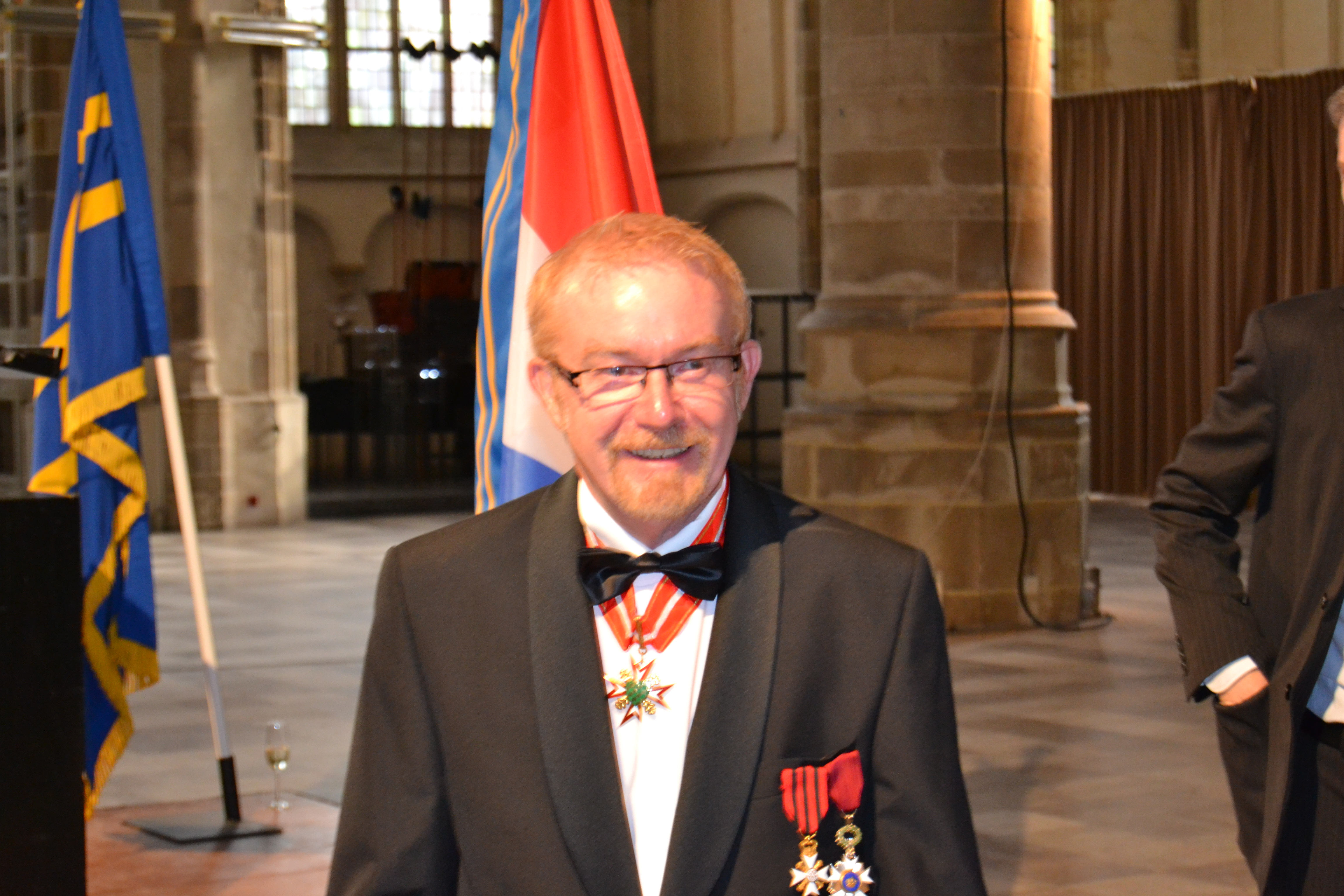
Michel R. Lupant, cựu chủ tịch FIAC

FIAV có Hội đồng quản trị gồm 3 người: Chủ tịch, Tổng thư ký, Tổng thư ký các Đại hội.  Hội đồng quản lý các công việc nội bộ FIAV và tổ chức các cuộc hôp hai năm một lần của Đại hội đồng, được tổ chức tại mỗi Đại hội Kỳ học Quốc tế. Đại hội đồng FIAV bao gồm một đại biểu từ mỗi hiệp hội thành viên của FIAV. Đại hội đồng bầu ra Hội đồng quản trị và chịu trách nhiệm thiết lập chính sách.

## Thành viên
Các hiệp hội thành viên hiện tại bao gồm:
| Viết tắt | Tên                                              | Quốc gia và vùng lãnh thổ                                                                                               |
| -------- | ------------------------------------------------ | --- |
| AAV      | Hiệp hội Kỳ học Argentina                        | Argentina |
| ACV      | Hệp hội Kỳ học Catalonia                         | Tây Ban Nha ( Catalonia)                                                                                                |
| BDA      | Lưu trữ Dữ liệu Cờ đuôi én                       | Canada |
| BHVS     | Hội Huy hiệu và Kỳ học Bulgaria                  | Bulgaria |
| BS       | Cờ Lịch sử ONLUS                                 | Ý |
| CBFA     | Hiệp hội Cờ Vịnh Chesapeake                      | Hoa Kỳ ( Delaware, Washington DC, Maryland, New Jersey, Pennsylvania, Virginia, West Virginia)                          |
| CEBED    | Trung tâm Nghiên cứu Cờ Bỉ-Châu Âu               | Bỉ |
| CFA      | Hiệp hội Cờ Canada                               | Canada |
| CIDEC    | Trung tâm Tổ chức Nghiên cứu Văn hóa Liên ngành  | Argentina |
| CISV     | Trung tâm Nghiên cứu Kỳ học Ý                    | Ý |
| CONAVEX  | Tổng Hội Kỳ học Quốc gia Chile                   | Chile |
| CVS      | Hiệp hội Kỳ học Cộng hòa Séc                     | Cộng hòa Séc |
| DGF      | Hiệp hội Cờ Đức                                  | Đức |
| FHF      | Tổ chức Di san Cờ                                | Hoa Kỳ |
| FI       | Học viện Cờ                                      | Vương quốc Anh |
| FOTW     | Flags of the World                               | Khắp thế giới (Trụ sở tại Canada)                                                                                       |
| FRC      | Trung tâm Nghiên cứu Cờ                          | Hoa Kỳ |
| FSA      | Hội Cờ Úc                                        | Úc |
| GHVI     | Viện Phả hệ, Huy hiệu và Kỳ học                  | Lithuania |
| GSI      | Hiệp hội Phả hệ Ireland                          | Ireland |
| GWAV     | Hiệp hội Kỳ học Great Waters                     | Hoa Kỳ ( Illinois, Indiana, Kentucky, Michigan, Ohio)                                                                   |
| HGZD     | Hiệp hội Huy hiệu và Kỳ học Croatia              | Croatia |
| HS       | Heraldica Slovenica                              | Slovenia |
| HVK      | Hội Huy hiệu học "Cỏ ba lá"                      | Đức |
| IHW      | Viện Huy hiệu và Kỳ học                          | Ba Lan |
| IVA      | Hiệp hội Kỳ học Ấn Độ                            | Ấn Độ |
| JAVA     | Hiệp hội Kỳ học Nhật Bản                         | Nhật Bản |
| KVV      | Hiệp hội Kỳ học Breton                           | Pháp ( Brittany) |
| NAVA     | Hiệp hội Kỳ học bắc Mỹ                           | Bắc Mỹ ( Hoa Kỳ & Canada)                                                                                               |
| NEVA     | Hiệp hội Kỳ học New England                      | Hoa Kỳ ( Connecticut, Maine, Massachusetts, New Hampshire, Rhode Island, Vermont)                                       |
| NF       | Hiệp hội Cờ Bắc Âu                               | Bắc Âu ( Đan Mạch, Phần Lan, Iceland, Na Uy, Thụy Điển)                                                                 |
| NVvV     | Hiệp hội Kỳ học Hà Lan                           | Hà Lan |
| NZFA     | Hiệp hội Cờ New Zealand                          | New Zealand |
| MGD      | Macedonian Heraldic Society                      | North Macedonia |
| PFA      | Hiệp hội Cờ Portland                             | USA ( Oregon) |
| PH       | Partioheraldikot r.y.                            | Phần Lan |
| PTW      | Hội Kỳ học Ba Lan                                | Ba Lan |
| RCVH     | Trung tâm Kỳ học và Huy hiệu Nga                 | Nga |
| SAVA     | Hiệp hội Kỳ học Nam châu Phi                     | Nam châu Phi ( Angola, Botswana, Lesotho, Madagascar, Malawi, Mozambique, Namibia, Nam Phi, Eswatini, Zambia, Zimbabwe) |
| SCHG     | Hội đồng Huy hiệu Nhà nước tại Quốc hội Georgia  | Georgia |
| SEV      | Hội Kỳ học Tây Ban Nha                           | Tây Ban Nha |
| SFV      | Hội Kỳ học Pháp                                  | Pháp |
| SGHAPG   | Hiệp hội Phả hệ, Huy hiệu và Lưu trữ "Paul Gore" | Moldova |
| SSV      | Hội Kỳ học Thụy Sĩ                               | Thụy Sĩ |
| SVB      | Hội Kỳ học Bỉ                                    | Bỉ |
| SVI      | Trung tâm Dữ liệu Cờ                             | Cộng hòa Séc |
| SVPR     | Tổ chức Diễu hành Cờ Rotterdam                   | Hà Lan |
| THVA     | Hiệp hội Huy hiệu và Kỳ học Transylvania         | Romania (Transilvania)                                                                                                  |
| UHT      | Hiệp hội Huy hiệu học Ukraine                    | Ukraine |
| VAST     | Hiệp hội Kỳ học Texas                            | Hoa Kỳ ( Texas) |
| VRCC     | Trung tâm Nghiên cứu Kỳ học Trung Hoa            | Trung Quốc |
| VSS      | Hội Kỳ học (Singapore)                           | Singapore |
| WVRI     | Viện Nghiên cứu Kỳ học Thế giới                  | Đức |

## Đại hội Quốc tế Kỳ học
Đại hội Quốc tế Kỳ học là hội nghị hai năm một lần, kéo dài một tuần. Đại hội bao gồm các bài thuyết trình về kỳ học, các cuộc bàn bạc Đại hội đồng FIAV và các chuyến tham quan trưng bày cờ.
Tính từ năm 1969, FIAV đã tài trợ tổ chức Đại hội Quốc tế Kỳ học (ICV) hai năm một lần với sự hỗ trợ của các hội đồng tại địa phương. Tính tới nay Đại hội đã được tổ chức tại:
- Muiderberg, Hà Lan (1965)
- Zürich và Rüschlikon (1967)
- Boston (1969)
- Turin (1971)
- London (1973)
- IJsselmeer (1975)
- Washington, D.C. (1977)
- Vienna (1979)
- Ottawa (1981)
- Oxford (1983)
- Madrid (1985)
- San Francisco (1987)
- Melbourne (1989)
- Barcelona (1991)
- Zürich (1993)
- Warsaw (1995)
- Cape Town (1997)
- Victoria, British Columbia (1999)
- York (2001)
- Stockholm (2003)
- Buenos Aires (2005)
- Berlin (2007)
- Yokohama (2009)
- Alexandria, Virginia (2011)
- Rotterdam (2013)
- Sydney (2015)
- London (2017)[8]
- San Antonio (2019)[9]
- Ljubljana (2022)[10]

ICV 30 được lên kế hoạch tổ chức tại Bắc Kinh (Trung Quốc) vào năm 2024.

## Về lá cờ của FIAV
Lá cờ FIAV được lần đầu tiên thiết kế bởi Klaes Sierksma và được sửa đổi bởi hội đồng tổ chức Đại hội Quốc tế Kỳ học lần thứ Hai.  Lá cờ được công bố vào ngày 3 tháng 9 năm 1967.  Với mô tả, "Trên một nền xanh, kéo dài theo chiều ngang lá cờ từ phái cột đến phía bay của lá cơ, hai dây màu vàng tạo thành hai vòng đan xen (nút thắt)."  Nút thắt ở giữa tạo thành nút thợ dệt. Màu xanh được quy chuẩn theo Hệ thống Khớp màu Pantone là U293 và màu vàng là U123.  Ba lá cờ dành cho các cấp lãnh đạo liên đoàn được thiết kế bởi cựu chủ tịch hội, William Crampton, và được cống bố năm 1999.